# Xã Dover, Quận Union, Ohio
Xã Dover (tiếng Anh: Dover Township) là một xã thuộc quận Union, tiểu bang Ohio, Hoa Kỳ. Năm 2010, dân số của xã này là 2.158 người.